# Landkreis Offenburg
Der Landkreis Offenburg war ein Landkreis in Baden-Württemberg, der im Zuge der Kreisreform am 1. Januar 1973 aufgelöst wurde.

## Geografie

### Lage
Der Landkreis Offenburg lag im Westen Baden-Württembergs.
Geografisch hatte der Landkreis Offenburg überwiegend Anteil an der Oberrheinischen Tiefebene und am Schwarzwald. Die Kreisstadt lag im Westen des Landkreises.

### Nachbarkreise
Seine Nachbarkreise waren 1972 im Uhrzeigersinn beginnend im Norden Bühl, Freudenstadt, Wolfach, Lahr und Kehl.

## Geschichte
Der größte Teil des späteren Landkreises Offenburg gehörte vor 1800 zum Bistum Straßburg und zu den Freien Reichsstädten Offenburg und Gengenbach. 1803 kam das Gebiet an Baden, das zunächst mehrere Ämter, darunter die Ämter bzw. Bezirksämter Offenburg, Gengenbach und Oberkirch bildete, die zum Landeskommissärbezirk Freiburg gehörten. 1872 wurde das Bezirksamt Gengenbach aufgelöst und seine Gemeinden dem Bezirksamt Offenburg zugeordnet. 1936 wurde das Bezirksamt Oberkirch ebenfalls aufgelöst und seine Gemeinden dem Bezirksamt Offenburg zugeordnet. Dafür gab das Bezirksamt Offenburg einige Gemeinden an das Bezirksamt Kehl ab. Wie alle badischen Bezirksämter erhielt das Bezirksamt Offenburg 1939 auf Grund des „Gesetzes über die Landkreisselbstverwaltung“ die Bezeichnung Landkreis Offenburg.
Nach der Bildung des Landes Baden-Württemberg 1952 gehörte der Landkreis Offenburg zum Regierungsbezirk Südbaden. Durch die Gemeindereform ab 1970 veränderte sich das Kreisgebiet am 1. Dezember 1971, als sich die Gemeinde Nesselried mit der Gemeinde Appenweier vereinigte und infolgedessen zum Landkreis Kehl gehörte. Mit Wirkung vom 1. Januar 1973 wurde der Landkreis Offenburg aufgelöst. Seine verbliebenen Gemeinden gingen komplett im neu gebildeten Ortenaukreis auf, der damit Rechtsnachfolger des Landkreises Offenburg wurde.

### Einwohnerentwicklung
Alle Einwohnerzahlen sind Volkszählungsergebnisse.
| Jahr               | Einwohner |
| ------------------ | --------- |
| 17. Mai 1939       | 74.375    |
| 13. September 1950 | 84.232    |

| Jahr         | Einwohner |
| ------------ | --------- |
| 6. Juni 1961 | 98.555    |
| 27. Mai 1970 | 113.445   |

## Politik

### Landrat
Die Oberamtmänner bzw. Landräte des Oberamtes bzw. Bezirksamts bzw. Landkreises Offenburg 1809–1972:
- 1809–1814: Franz Michael Heinrich Stuber
- 1814–1819: Josef von Sensburg
- 1819–1823: Franz Molitor
- 1823–1825: Carl Beeck
- 1825–1832: Philipp Jakob Orff
- 1832: Joseph Rüttinger
- 1833–1844: Franz Kern
- 1844–1848: Philipp Lichtenauer
- 1848–1849: August Teuffel von Birkensee
- 1849–1863: Hermann von Faber
- 1863–1874: Eduard Montford
- 1874–1877: Maximilian Stoesser
- 1877–1886: Karl Heinrich Baader
- 1886–1890: Anton Rasina
- 1890–1896: Adolf Föhrenbach
- 1896–1899: Ernst Müller
- 1899–1903: Ernst Behr
- 1903: Otmar Schellenberg
- 1904–1908: Emil Nußbaum
- 1908–1912: Otto von Senger
- 1912–1919: Karl Steiner (Oberamtmann)
- 1919–1924: Paul Schwoerer
- 1924–1930: Wilhelm Engler
- 1931–1934: Joseph Roth
- 1934–1945: Kurt Sander
- 1945–1946: Julius Vierneisel
- 1946–1970: Eduard Joachim
- 1970–1972: Gerhard Gamber

### Wappen
In Silber ein rot bewehrter und rot bezungter schwarzer Doppeladler mit goldenem Brustschild; darin der silbern gerüstete Hl. Georg auf schwarzem Pferd mit roter Satteldecke, mit der Lanze einen grünen Lindwurm erlegend. Das Wappen wurde am 11. Oktober 1962 verliehen. Der heutige Ortenaukreis übernahm dieses Wappen. Ihm wurde es am 31. August 1973 neu verliehen.
Das Wappen knüpft an das Wappen des Kantons Ortenau der Reichsritterschaft an. Der Adler steht auch für die ehemals freien Reichsstädte Offenburg, Gengenbach und Zell am Harmersbach sowie für die vorderösterreichische Reichslandvogtei Ortenau, bevor die Gebiete 1805 an Baden fielen.

## Wirtschaft und Infrastruktur

### Verkehr
Durch das Kreisgebiet führte von Nord nach Süd die Bundesautobahn 5 Karlsruhe–Basel. Ferner führten die Bundesstraßen 3, 28 und 33 durch das Kreisgebiet.

## Gemeinden
Zum Landkreis Offenburg gehörten ab 1938 zunächst vier Städte und 42 Gemeinden.
Am 7. März 1968 stellte der Landtag von Baden-Württemberg die Weichen für eine Gemeindereform. Mit dem Gesetz zur Stärkung der Verwaltungskraft kleinerer Gemeinden war es möglich, dass sich kleinere Gemeinden freiwillig zu größeren Gemeinden vereinigen konnten. Den Anfang im Landkreis Offenburg machten am 1. Januar 1971 gleich mehrere Gemeinden, die sich mit ihren Nachbargemeinden vereinigten. Butschbach vereinigte sich mit der Stadt Oberkirch sowie Fessenbach und Zell-Weierbach vereinigten sich mit der Stadt Offenburg. In der Folgezeit reduzierte sich die Zahl der Gemeinden stetig, bis der Landkreis Offenburg schließlich am 1. Januar 1973 aufgelöst wurde.
Die größte Gemeinde des Landkreises war die Große Kreisstadt Offenburg. Die kleinste Gemeinde war Ringelbach.
In der Tabelle stehen die Gemeinden des Landkreises Offenburg vor der Gemeindereform. Alle heutigen Gemeinden gehören zum Ortenaukreis. Die Einwohnerangaben beziehen sich auf die Volkszählungsergebnisse in den Jahren 1961 und 1970.
| frühere Gemeinde            | heutige Gemeinde        | Einwohner am 6. Juni 1961 | Einwohner am 27. Mai 1970 |
| --------------------------- | ----------------------- | ------------------------- | ------------------------- |
| Bad Griesbach               | Bad Peterstal-Griesbach | 973                       | 964                       |
| Bad Peterstal               | Bad Peterstal-Griesbach | 2.121                     | 2.366                     |
| Berghaupten                 | Berghaupten             | 1.788                     | 2.060                     |
| Bermersbach                 | Gengenbach              | 1.323                     | 1.349                     |
| Bohlsbach                   | Offenburg               | 1.744                     | 1.839                     |
| Bottenau                    | Oberkirch               | 549                       | 668                       |
| Bühl                        | Offenburg               | 697                       | 799                       |
| Butschbach                  | Oberkirch               | 450                       | 547                       |
| Diersburg                   | Hohberg                 | 1.254                     | 1.447                     |
| Durbach                     | Durbach                 | 2.285                     | 2.298                     |
| Ebersweier                  | Durbach                 | 759                       | 899                       |
| Elgersweier                 | Offenburg               | 1.511                     | 2.037                     |
| Erlach                      | Renchen                 | 584                       | 705                       |
| Fessenbach                  | Offenburg               | 891                       | 1.002                     |
| Gengenbach, Stadt           | Gengenbach              | 5.874                     | 6.838                     |
| Griesheim                   | Offenburg               | 986                       | 1.192                     |
| Haslach                     | Oberkirch               | 505                       | 592                       |
| Hofweier                    | Hohberg                 | 2.437                     | 2.768                     |
| Ibach                       | Oppenau                 | 818                       | 914                       |
| Lautenbach                  | Lautenbach              | 1.660                     | 1.884                     |
| Lierbach                    | Oppenau                 | 394                       | 372                       |
| Maisach                     | Oppenau                 | 327                       | 332                       |
| Nesselried                  | Appenweier              | 767                       | 856                       |
| Niederschopfheim            | Hohberg                 | 2.187                     | 2.487                     |
| Nußbach                     | Oberkirch               | 1.080                     | 1.223                     |
| Oberkirch, Stadt            | Oberkirch               | 7.654                     | 8.418                     |
| Ödsbach                     | Oberkirch               | 948                       | 1.069                     |
| Offenburg, Große Kreisstadt | Offenburg               | 27.569                    | 33.051                    |
| Ohlsbach                    | Ohlsbach                | 1.737                     | 2.100                     |
| Oppenau, Stadt              | Oppenau                 | 2.965                     | 3.133                     |
| Ortenberg                   | Ortenberg               | 2.417                     | 2.813                     |
| Rammersweier                | Offenburg               | 1.838                     | 2.231                     |
| Ramsbach                    | Oppenau                 | 589                       | 679                       |
| Reichenbach                 | Gengenbach              | 1.139                     | 1.315                     |
| Ringelbach                  | Oberkirch               | 287                       | 328                       |
| Schutterwald                | Schutterwald            | 4.426                     | 5.155                     |
| Schwaibach                  | Gengenbach              | 607                       | 701                       |
| Stadelhofen                 | Oberkirch               | 802                       | 948                       |
| Tiergarten                  | Oberkirch               | 690                       | 788                       |
| Ulm                         | Renchen                 | 1.526                     | 1.633                     |
| Waltersweier                | Offenburg               | 614                       | 729                       |
| Weier                       | Offenburg               | 705                       | 893                       |
| Windschläg                  | Offenburg               | 1.448                     | 1.608                     |
| Zell-Weierbach              | Offenburg               | 2.859                     | 3.360                     |
| Zunsweier                   | Offenburg               | 2.685                     | 2.812                     |
| Zusenhofen                  | Oberkirch               | 1.086                     | 1.243                     |

## Kfz-Kennzeichen
Am 1. Juli 1956 wurde dem Landkreis bei der Einführung der bis heute gültigen Kfz-Kennzeichen das Unterscheidungszeichen OG zugewiesen. Es wird im Ortenaukreis durchgängig bis heute ausgegeben.